# The Passersby
"The Passersby" is een aflevering van de Amerikaanse televisieserie The Twilight Zone. Het scenario van de aflevering werd geschreven door Rod Serling.

## Plot

### Opening
This road is the afterwards of the Civil War. It began at Fort Sumter, South Carolina, and ended at a place called Appomattox. It's littered with the residue of broken battles and shattered dreams. In just a moment, you will enter a strange province that knows neither North nor South, a place we call the Twilight Zone.
— Rod Serling

### Verhaal
Een geconfedereerde sergeant uit de Amerikaanse Burgeroorlog loopt aan het eind van de oorlog huiswaarts. Onderweg stopt hij bij een huis om even te rusten. De bewoonster van het huis, Lavinia, heeft echter een grote haat tegen soldaten daar haar man waarschijnlijk is omgekomen in de oorlog en ze schiet de sergeant neer. Het schot lijkt hem echter totaal niet te deren.
Ondertussen passeren een hoop andere soldaten, zowel geconfedereerden als Yankees, het huis. Een van hen is de echtgenoot van Lavinia, Jud. Hij vertelt Laviania en de sergeant de waarheid: ze zijn allemaal dood. De weg voor het huis is de weg naar het hiernamaals. Lavinia weigert dit te geloven, dus loopt Jud door met de belofte dat hij op haar zal wachten aan het eind van de weg.
Lavinia wordt overtuigd van het feit dat ze dood is wanneer niemand minder dan Abraham Lincoln langs komt lopen. Ze accepteert eindelijk haar lot en rent Jud tegemoet.

### Slot
Incident on a dirt road during the month of April, the year 1865. As we've already pointed out, it's a road that won't be found on a map, but it's one of many that lead in and out of the Twilight Zone.
— Rod Serling

## Rolverdeling
- James Gregory: De Sergeant
- Joanne Linville : Lavinia
- Rex Holman : Charlie
- Warren J. Kemmerling : Jud
- Austin Green: Abraham Lincoln

## Trivia
- Deze aflevering staat op volume 6 van de DVD-reeks.